# Биатлон на зимних Олимпийских играх 1968 — эстафета
Мужская эстафета 4×7,5 км в биатлоне на зимних Олимпийских играх 1968 года прошла 15 февраля. В соревнованиях приняли участие 14 сборных. Местом проведения гонки стал лыжный стадион Отран. Это была первая эстафета, проводимая в рамках Олимпийских игр.
По правилам каждая команда состояла из четырёх спортсменов, каждый из которых бежал 7,5 км и стрелял дважды: из положения лёжа и из положения стоя. За каждый промах биатлонист должен был бежать штрафной круг длиной 200 м.

## Результаты
Александр Тихонов был самым быстрым на первом этапе, и, несмотря на штрафной круг, принёс Советскому Союзу явное преимущество в 45 секунд перед Швецией. Норвегия после первого этапа была третьей в 1 минуте 43 секундах позади и слишком далеко, чтобы бороться за золотую медаль. На втором этапе Николай Пузанов увеличил отрыв до 1 минуты 41 секунды от Швеции, но Олав Йордет из Норвегии, несмотря на два круга штрафа, почти догнал шведа Торе Эрикссона и был от него в 2 секундах позади на смене этапа. На третьем этапе Магнар Сольберг, уже завоевавший на этой трассе золото в индивидуальной гонке, показал лучший результат дня среди всех биатлонистов и сократил отставание до 1 минуты 16 секунд от Виктора Маматова, заканчивая свой этап. На последнем этапе Владимир Гундарцев показал хорошее время лыжного хода и не допустил ни одного промаха, в то время как Йон Истад заработал два штрафных круга. В итоге команда СССР финишировала с огромным преимуществом в 1 минуту 48 секунд над Норвегией. Сборная Швеции, единственная команда избежавшая штрафных кругов, завоевала бронзовую медаль.
| Место | Страна                                                                            | Время                                     | Стрельба   | Отставание |
| ----- | --------------------------------------------------------------------------------- | ----------------------------------------- | ---------- | ---------- |
| 1     | СССР Александр Тихонов Николай Пузанов Виктор Маматов Владимир Гундарцев          | 2:13:02,4 33:28,9 34:07,2 32:53,2 32:33,1 | 2 1 0      | —          |
| 2     | Норвегия · Ола Верхёуг · Олав Йордет · Магнар Сольберг · Йон Истад                | 2:14:50,2 35:12,1 34:06,8 32:26,4 33:04,9 | 5 1 2 0 2  | +1:47,8    |
| 3     | Швеция · Ларс-Гёран Арвидсон · Торе Эрикссон · Олле Петруссон · Хольмфрид Ольссон | 2:17:26,3 34:13,3 35:03,8 35:00,0 33:09,2 | 0          | +4:23,9    |
| 4     | Польша · Юзеф Рожак · Андржей Фёдор · Станислав Лукащик · Станислав Щепаняк       | 2:20:19,6 36:46,3 36:40,6 34:01,9 32:50,8 | 4 2 1 0    | +7:17,2    |
| 5     | Финляндия · Юхани Суутаринен · Хейкки Флёйт · Калеви Вяхякюля · Арве Киннари      | 2:20:41,8 38:05,0 35:57,3 32:52,3 33:47,2 | 5 3 1 0 1  | +7:39,4    |
| 6     | ГДР · Хайнц Клюге · Ганс-Герт Ян · Хорст Кошка · Дитер Шпеер                      | 2:21:54,5 36:48,1 36:22,5 35:22,7 33:21,2 | 4 1 0 2    | +8:53,1    |
| 7     | Румыния · Георге Чимпоя · Константин Карабела · Николаэ Бэрбэску · Вилмош Георге  | 2:25:39,8 36:54,2 34:54,7 38:50,3 35:00,6 | 4 0 4 0    | +12:37,4   |
| 8     | США · Ральф Уокли · Эдвард Уилльямс · Билл Спенсер · Джон Эренсбек                | 2:28:35,5 36:11,6 38:33,2 37:49,2 36:01,5 | 8 2 4 1    | +15:33,1   |
| 9     | ФРГ · Герберт Хинделанг · Тео Меркель · Хавьер Краус · Герхард Геринг             | 2:29:56,6 40:11,4 35:38,9 37:03,6 37:02,7 | 6 2 0 2    | +16:54,2   |
| 10    | Франция · Даниэль Клодон · Серж Легран · Эме Грюэ-Массон · Жан-Клод Виру          | 2:31:12,9 37:15,2 38:52,1 38:43,7 36:21,9 | 10 2 3 2   | +18:10,5   |
| 11    | Австрия · Пауль Эрнст · Адольф Шервитцль · Хорст Шнайдер · Франц Феттер           | 2:33:47,1 37:46,2 37:20,0 38:04,0 40:36,9 | 10 1 0 1 8 | +20:44,7   |
| 12    | Великобритания · Маркус Холлидей · Алан Нотли · Питер Тэнкок · Фредерик Эндрю     | 2:34:40,9 37:43,6 39:17,2 40:20,8 37:19,3 | 9 1 2 5 1  | +21:38,5   |
| 13    | Япония · Ишао Оно · Мики Сибуя · Созо Окуяма · Ходжиме Ёсимура                    | 2:35:21,0 38:42,3 39:07,5 39:05,1 38:26,1 | 9 2 0 5 2  | +22:18,6   |
| -     | Канада · Джордж Эд · Ноулз МакГилл · Джордж Рэттэй · Эско Кару                    | DNF                                       | —          | —          |